# Antonov An-22
Antonov An-22 (rus. Антей, v překladu Antaios; v kódu NATO "Cock") je těžký vojenský transportní letoun navržený konstrukční kanceláří Antonov v Sovětském svazu. Je poháněný čtyřmi turbovrtulovými motory, z nichž každý pohání dvojici protiběžných vrtulí. Byl prvním širokotrupým transportním letounem. Zůstává dosud největším letounem s turbovrtulovým pohonem na světě. An-22 se poprvé na veřejnosti mimo Sovětský svaz objevil na pařížském aerosalonu v roce 1965. Poté většina strojů sloužila v sovětském vojenském letectvu k přepravě velkých nákladů. Navzdory své velikosti a hmotnosti byl schopen vzletu i přistání na nezpevněných plochách. Stále je ve službě u ruského letectva. 

## Vývoj

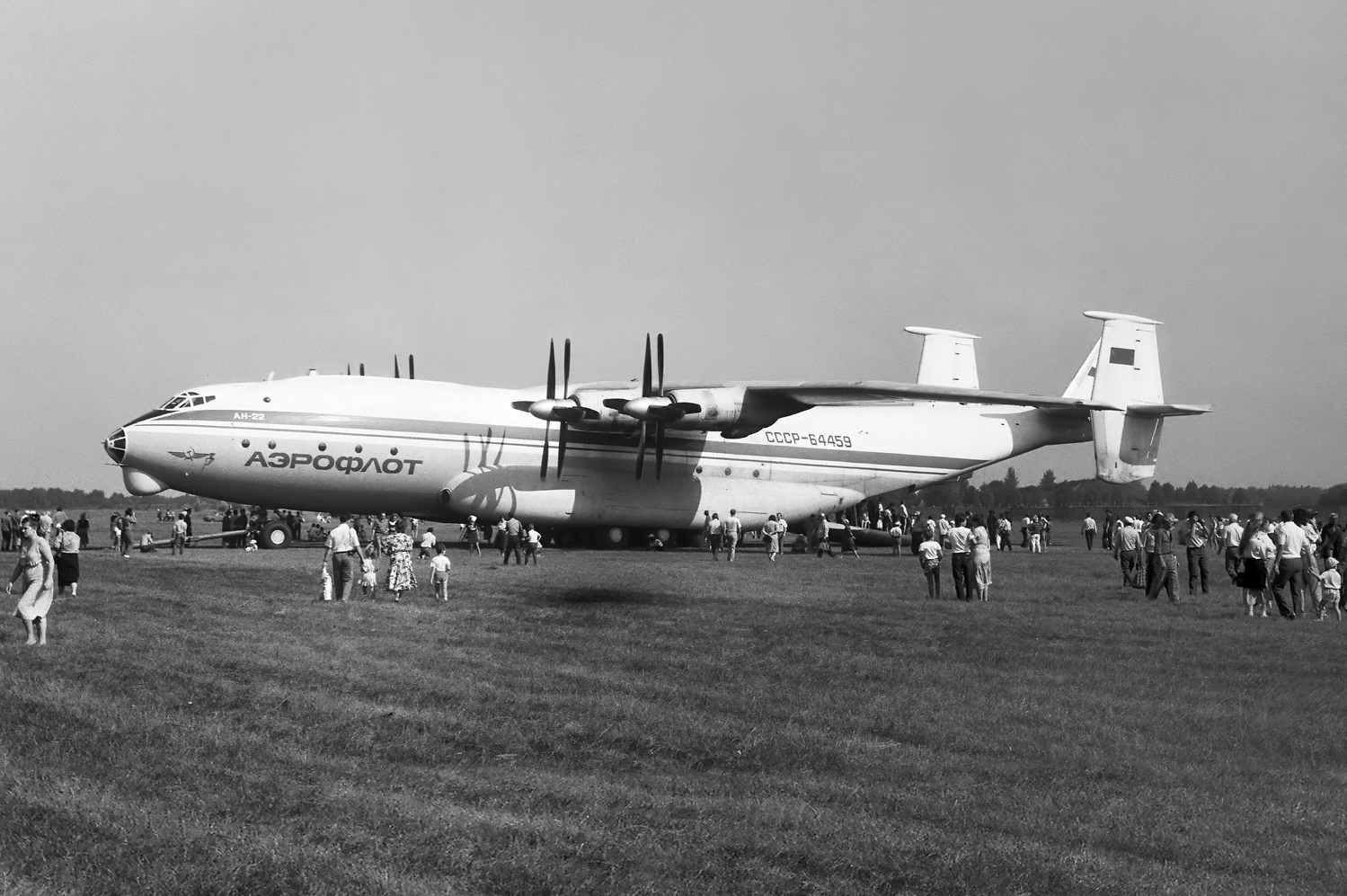
První prototyp na Hostomelském letišti roku 1991

V roce 1958 zadaly Ozbrojené síly Sovětského svazu požadavek na konstrukci a výrobu letadla schopného přepravit náklady do hmotnosti 80 tun včetně nepřístupných oblastí na nezpevněné VPD. Koncem roku 1961 byla zahájena stavba prototypu v Kyjevském prototypovém závodě. Byl vybaven čtyřmi motory Kuzněcov NK-12MV s dvojitými čtyřlistými protiběžnými vrtulemi AV-60 z bombardéru Tupolev Tu-95.
První prototyp stroje vzlétl 27. února 1965 z letiště Svjatošino s přistáním na letišti Uzin. Po návratu z pařížského aerosalonu byly motory nahrazené verzí NK-12MA a vrtule upravenými AV-90 s větším průměrem. Jeho koncepce byla podobná jako u předešlého nákladního letadla Antonov An-12, byl však mnohem větší a vybaven dvojitými svislými ocasními plochami, které mu zajišťovaly lepší stabilitu. Přední přetlaková část trupu poskytovala místo pro 29 cestujících. Hlavní nákladní kabina s titanovou podlahou slouží k uskladnění nákladních vozidel a k usnadnění nakládky a vykládky je vybavena dvěma pohyblivými jeřáby a navijáky. Při délce 33 metrů a šířce 4,40 m zde mohou být umístěny i tanky.
V kyjevském leteckém závodu č. 473 v letech 1966-1967 vyrobili 1 prototyp a 2 předsériové stroje. V Taškentu v Leteckém výrobním závodu č. 84 byla zahájena příprava sériové výroby v roce 1962. První z osmi exemplářů ověřovací série byl zalétaný 27. srpna 1966. Sériová výroba dalších 30 probíhala do roku 1972. Na ni navázala výroba 28 letounů An-22A v letech 1972-1976, které se lišily různými konstrukčními úpravami, například dvojicí pomocných energetických jednotek v gondolách hlavního podvozku.
Vyrobeno bylo celkem 68 exemplářů An-22, ze kterých bylo v roce 1993 používáno ještě přibližně 45. Většina z nich sice nese znaky společnosti Aeroflot, jejich hlavní činností jsou však zřejmě vojenské dopravní operace.[zdroj?] Dva stroje An-22 byly modifikovány na An-22PZ k přepravě nosných ploch letadla An-124, pozdějšího uchazeče o titul největšího letadla světa, z Taškentu k montáži do Kyjeva.

## Varianty
An-22
Tři původní prototypy postavené v továrně Antonov v Kyjevě na Ukrajině, s prosklenou přídí.
An-22
První výrobní varianta.
An-22A
Vylepšená varianta, modifikovaný elektrický systém a aktualizované rádiové a navigační vybavení, výroba v Taškentu.
An-22PZ
Přestavba dvou An-22 pro možnost přepravy střední sekce křídla nebo vnějších částí křídla strojů Antonov An-124 nebo An-225 externě nad trupem. Osazeno třetí středovou SOP.
Bylo projektováno několik dalších variant An-22, ale nikdy nezačala sériová výroba, např. jaderné letadlo a platforma pro balistické rakety.

## Služba

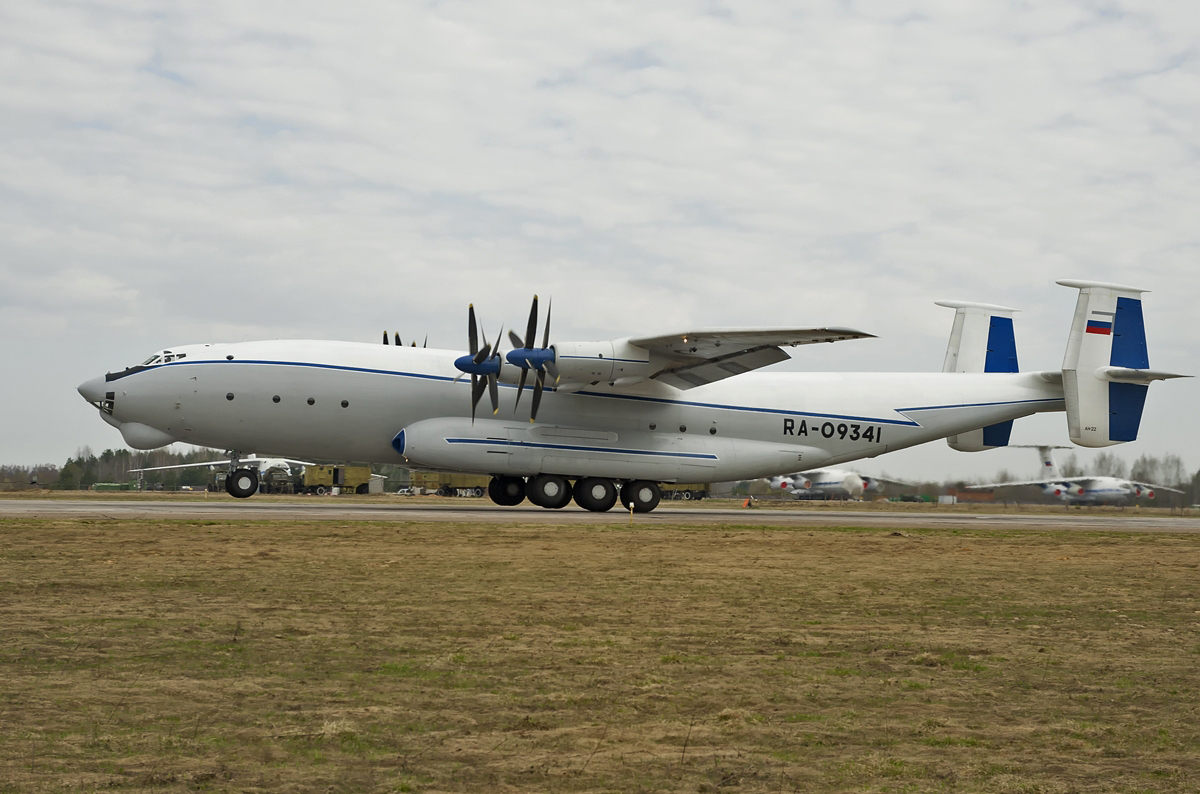
Vzlet An-22

Přes šedesát strojů An-22 bylo ve výzbroji tří vojensko-transportních leteckých pluků SSSR. Jako první převzala An-22 letka 229. dopravního leteckého pluku na letišti Ivanovo-Severnyj v únoru 1967. Později byla jednotka přetransformována do 81. dopravního leteckého pluku. Dnes však An-22 už používá jen 76. Leningradská specializovaná vojensko-transportní gardová eskadra, sídlící na letišti Migalovo, na okraji Tveru.
Kromě sovětských vzdušných sil používala několik strojů i konstrukční kancelář Antonov na zkoušky a speciální přepravní úkoly. První letový exemplář byl v roce 1980 přestavěn pro účely přepravy centroplánů a konzol křídla nových letadel An-124 a An-225 z Taškentu do Kyjeva. V průběhu let bylo na základě "Antěje" vypracováno několik verzí: protilodní An-22PLO s dlouhým doletem, námořní hlídkově-záchranný An-22PS, verze pro přepravu nosných a balistických raket a jiné.

### Sovětské letectvo

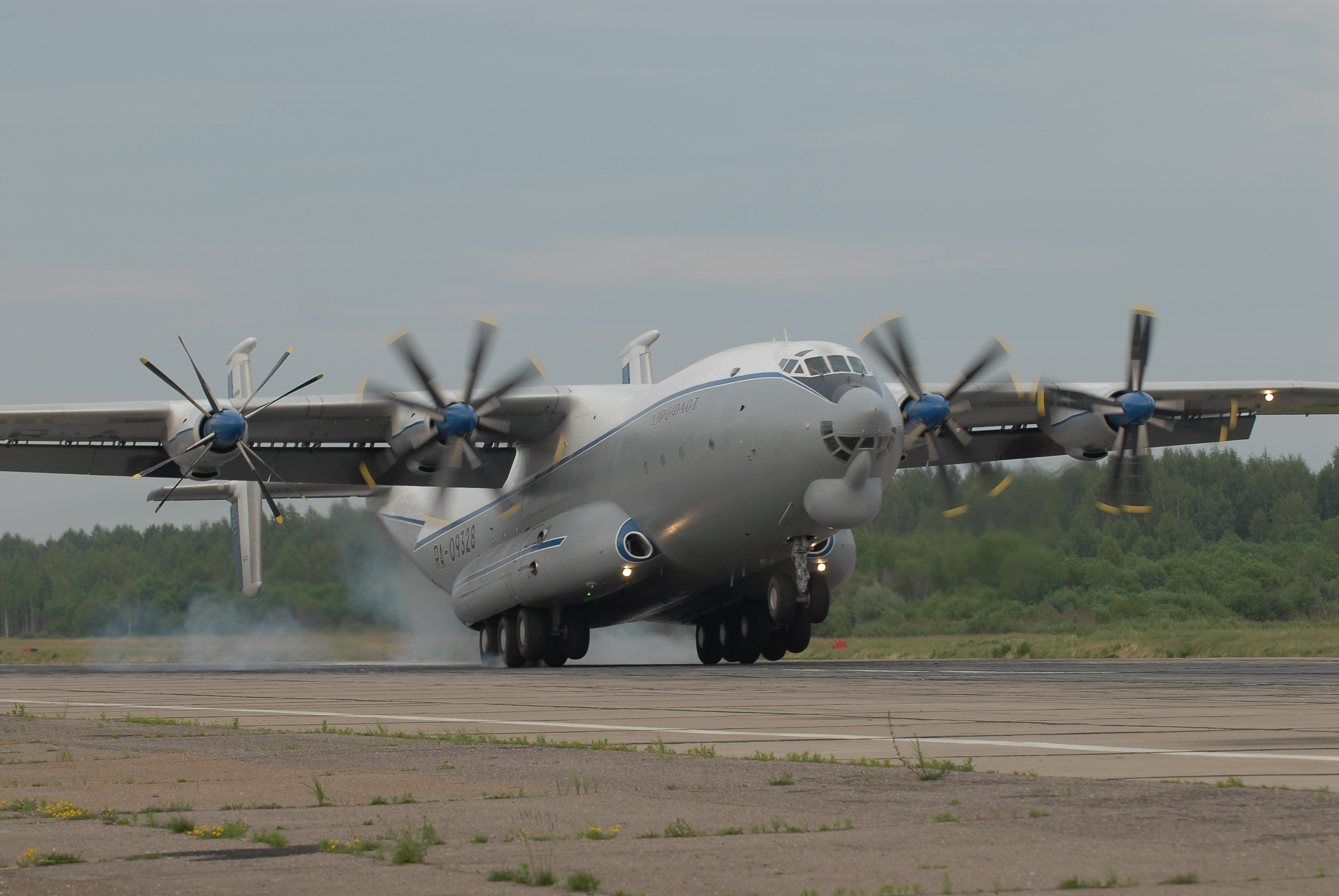
Antonov An-22A přistává na letišti po splnění mise, 2007.

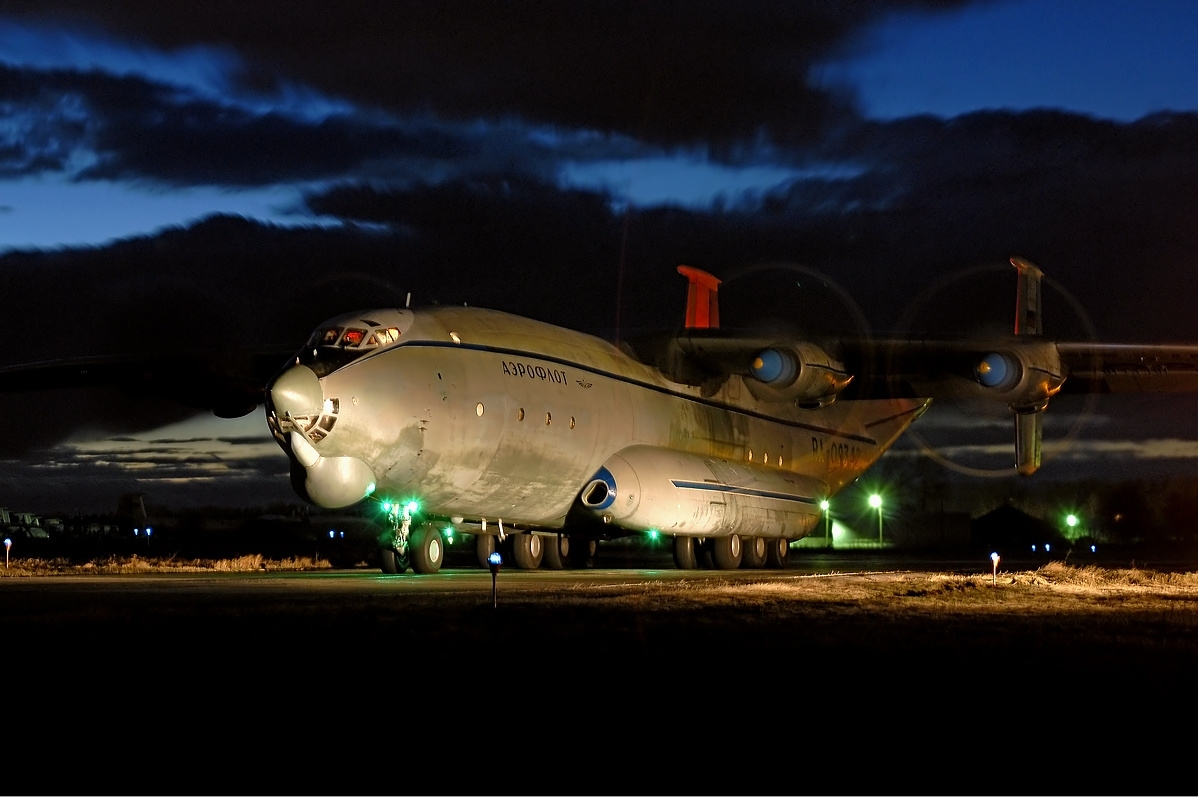
Noční pohled na An-22 na letišti v Tveru, 2007.

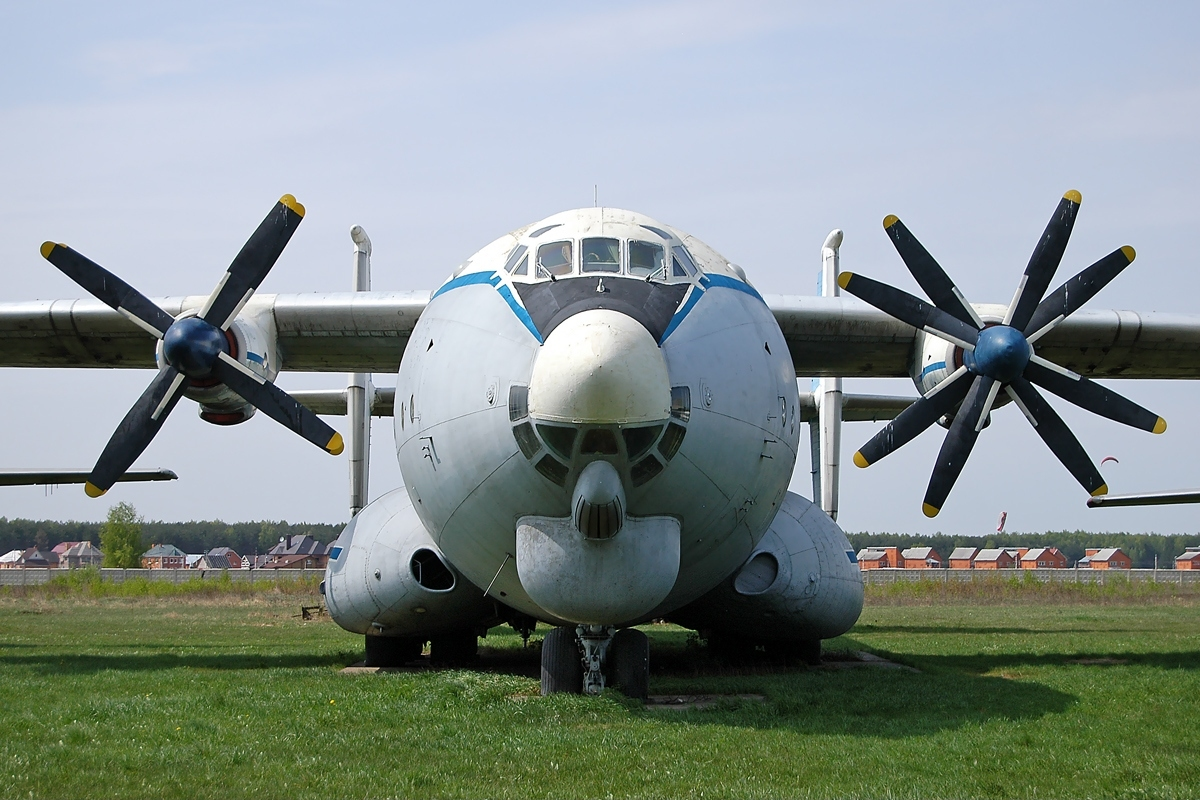
Přední pohled na An-22.

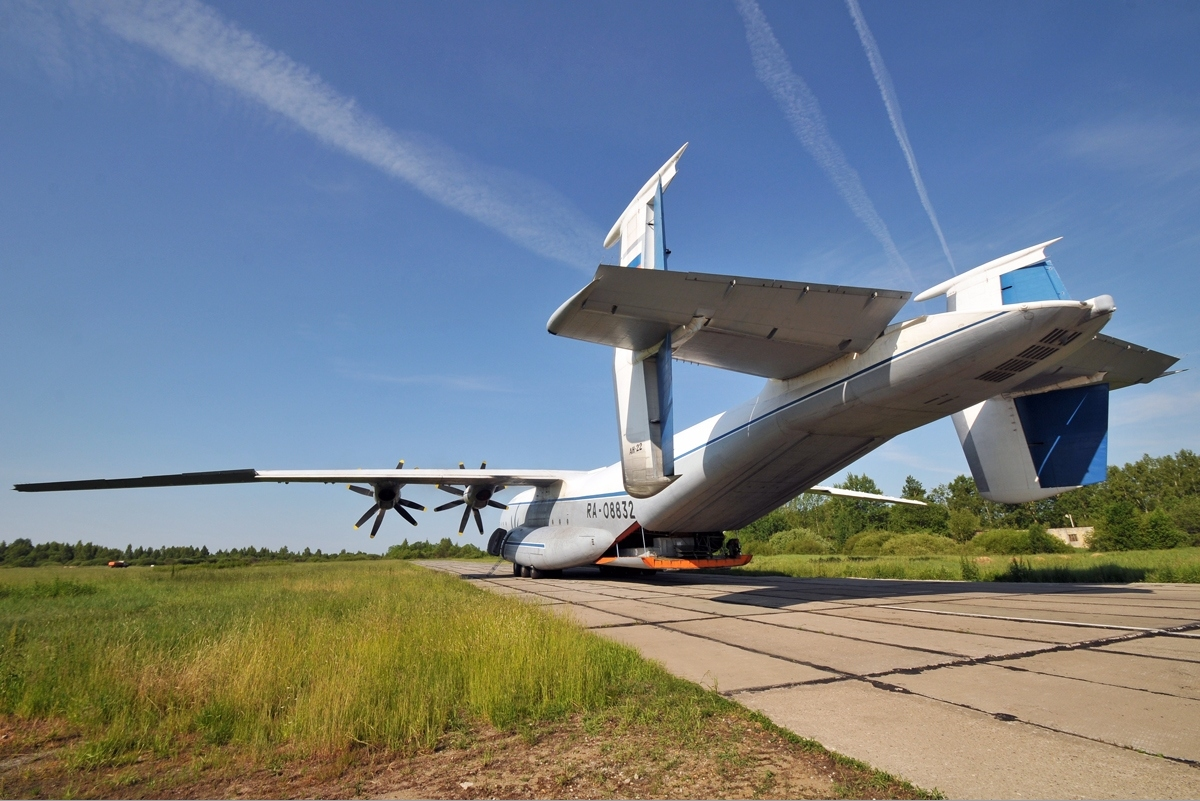
Antonov An-22 se spuštěnou nákladní rampou, 2011.

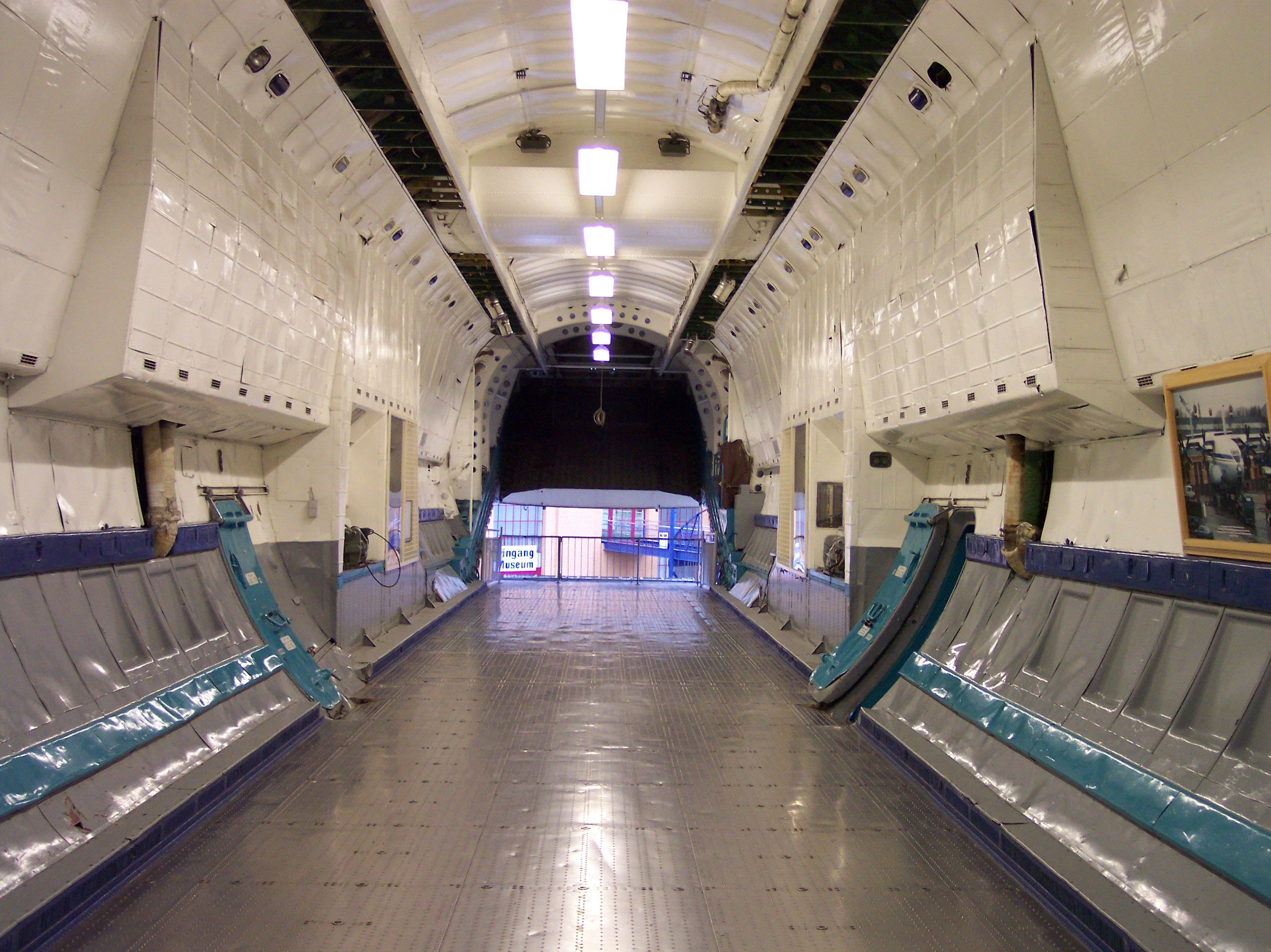
Nákladový prostor An-22A

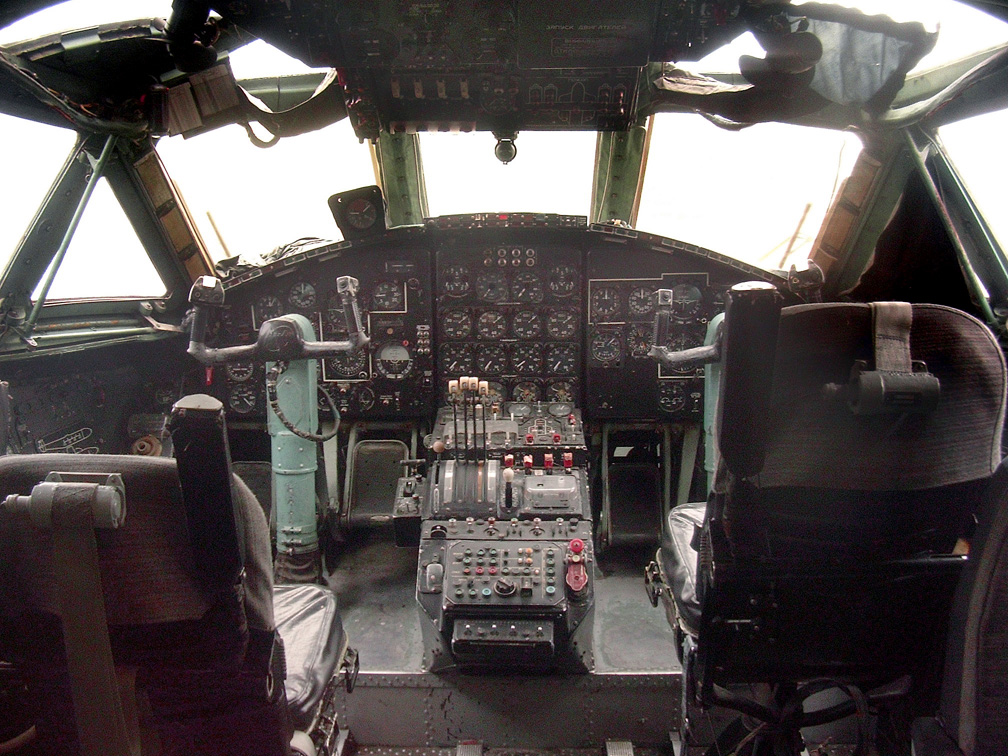
Kokpit An-22

V květnu 1968 na území Moskevského vojenského okruhu se v rámci 12. vojensko-transportní letecké divize začalo formování nové vojenské jednotky – 8. vojensko-transportního leteckého pluku. Dne 1. prosince 1968 velitel vojensko-dopravního letectví, generálmajor GK Pakilev, odevzdal pluku bojovou zástavu. Tento den se zároveň považuje za den vzniku jednotky. Ke konci roku 1968 bylo formování 8. vojensko-transportního leteckého pluku v počtu dvou leteckých eskader s letadly An-12.
V polovině 70. let se začala v historii jednotky nová etapa. Na základě direktivy generálního štábu ze dne 16. srpna 1974 se začal pluk přezbrojovat na nový typ letadla – An-22. V té době se již stroje An-22 byly ve výzbroji dvou pluků 8. vojensko-transportní letecké divize: 81. pluku v Ivanovu a 566. pluku v Brjanské oblasti. Zároveň se 8. vojensko-transportní letecký pluk v létě 1975 přestěhoval na letiště Migalovo v Tveru. V roce 1976 bylo přezbrojení na An-22 zcela ukončeno. V témže roce přistoupil pluk k plnění svých úkolů v plné sestavě na letadlech An-22. Letadlový park 12. vojensko-transportní letecké divize vzrostl na 63 strojů a divize poprvé odletěla na plnění úkolů v síle tří pluků s letadly An-22. V roce 1977 řešilo 5 posádek 8. pluku na "Antejích" úkoly spojené s poskytnutím podpory Etiopii. V roce 1978 pomáhali ve Vietnamu a Afghánistánu, přičemž přistání probíhala během bojových operací na letištích Kábul, Bagram a Kandahár. Od roku 1980 pluk plnil státní úkoly spojené s převozem nákladu, techniky a specialistů do Afghánistánu, Libye, Sýrie, Etiopie, Indie, Alžíru, Iráku, Francie, NDR a Bulharska.
V roce 1987, kdy se do výzbroje 566. vojensko-transportního leteckého pluku začala zařazovat nová těžká transportní letadla An-124, se letecký park 8. vojensko-transportního leteckého pluku doplnil "Antěji" ze  Sešči. V prosinci roku 1988 12 strojů An-22 dopravilo vybavení, techniku a medikamenty do Arménie, které postihlo zemětřesení, přičemž přepravily 1 000 osob a 15 000 tun nákladu.
Od roku 1986 se posádky pluku pravidelně zajišťovaly převoz personálu ministerstva vnitra a vojenských jednotek do oblastí národních konfliktů; v prosinci 1986 do Alma-Aty, v lednu 1988 do Sumgaitu, v listopadu 1989 do Kišiněva, v březnu 1990 do Baku, v dubnu 1990 do Tbilisi, v květnu 1991 do Frunze, v červnu 1992 do Tiraspolu a v červnu 1994 do Grozného. Navíc v období od roku 1992 do 1995 pluk zabezpečoval odchod západní skupiny vojsk armády SSSR z Německa a v roce 1993 odsun sovětských vojsk z Pobaltí. Od roku 1996 v souvislosti s vyostřením se situace v Jugoslávii a Severokavkazskom regionu Ruska, personál základny plnil úkoly spojené s dodávkami techniky, různého nákladu a jednotek ministerstva vnitra a výsadkových jednotek do Bosny a Hercegoviny, Kosova a Čečenské republiky. S cílem likvidace povstaleckých skupin v Čečenské republice bylo letadly An-22 uskutečněno 118 letů na letiště Mozdoka a Machačkaly; převezeno bylo kolem 1 100 tun nákladu a více než 300 osob.
Začaly se provádět i komerční lety. V období mezi březnem a květnem 1995 převezly do Vietnamu stíhačky Su-27, které Vietnam od Ruska zakoupil. "Antěj" létal složitou trasou zvanou "Ho Či Minova cesta". Od neutrálních vod po břehy Japonska, Jižní Koreji a Číny byl často doprovázen stíhačkami F-16 z americké základny na japonském ostrově Okinawa. V lednu 1998 v souvislosti s rozpuštěním 81. vojensko-transportního leteckého pluku se letecký park migalovských An-22 rozrostl o desítku "Antějů" z letiště Ivanovo Severnyj. V roce 2001 byla v rámci reorganizace 12. vojensko-transportní letecká divize přeznačení na 6. gardovou Leningradskou vojensko-transportní leteckou eskadru, která zároveň zůstala jedinou jednotkou používající An-22. V letech 2001–2004 posádky této vojensko-transportní letecké eskadry (GLVTLE) uskutečnily 265 letů; z toho 18 do Sýrie, 11 do Jugoslávie, 10 do Afghánistánu, 5 do KLDR, 3 do Etiopie, 2 do Alžíru a po jednom do Íránu, Eritrea, Jemenu a Bangladéše. Převoz nákladů pokračoval i v dalších letech; v roce 2007 bylo provedeno 189 letů, převezeno 595 tun nákladu do Tádžikistánu, Uzbekistánu, Alžírska, Eritreje apod.
Odpovědným úkolem bylo i dodání čtyř motorů Klimov RD-33 pro stíhačky MiG-29 na slovenském letiště Sliač a stíhačky Su-27UB na eritrejské letiště Asmera. Letadla An-22 se pravidelně účastní různých leteckých taktických cvičení. V roce 2004 se An-22 zúčastnil společného cvičení zemí SNS s názvem "RUBEZIS 2004", přičemž dovezl 2 vrtulníky Mi-24PN na letiště Kant v Kyrgyzstánu. Koncem srpna 2007 během letecko-taktických cvičení vysadil An-22 bojovou techniku a výsadkáře na letiště Pskov. Posádky 76. gardové Leningradské vojensko-transportní letecké eskadry poslední roky mnohokrát předvedly svou techniku při různých příležitostech, například na letecké show v Moninu v roce 2007. Dnes je 76. Leningradská specializovaná vojensko-transportní gardová eskadra jedinou částí vzdušných sil Ruské federace, která používá těžké transportní letouny An-22 Antěj.
An-22 nebyl nikdy vyvážen, ale v roce 1992 byl An-22 sériového čísla № 01-03 dvakrát krátkodobě pronajat Bulharsku spolu s posádkou, kde létal pod logem firmy "Sigi Air Cargo" s registračním číslem LZ-SGB a ve firmě "Sofia Air Cargo" s označením LZ-SFD. To bylo jedinkrát, kdy bylo možné vidět An-22 létat pod cizí vlajkou. V současnosti je z 68 vyrobených An-22 nadále v provozu přibližně 7 letadel. Jedno z nich je na Ukrajině, kde ho provozuje firma "Avialinii Antonova" a má sériové číslo № 05-09 a registraci UR-09307; vyroben byl v roce 1974. Zbývající stroje provozuje ruské letectvo. Z menší části bylo již 23 vyřazených letadel An-22 a An-22A sešrotováno, přičemž ještě přibližně třicet je zakonzervovaných. Na Ukrajině jsou uloženy 2 ks a zbývající jsou uloženy na letišti Migalovo v Tveru. Tři letadla jsou vystavena v muzeích v Moninu, Ivanovu a Speyeru v Německu. Na letadlech An-22 bylo v 60. a 70. letech 20. století stanoveno 41 světových rekordů, z nichž je nejvýznamnějším let s nákladem 100,4 tuny do výšky 7 848 m (r. 1967).

## Nehody a incidenty

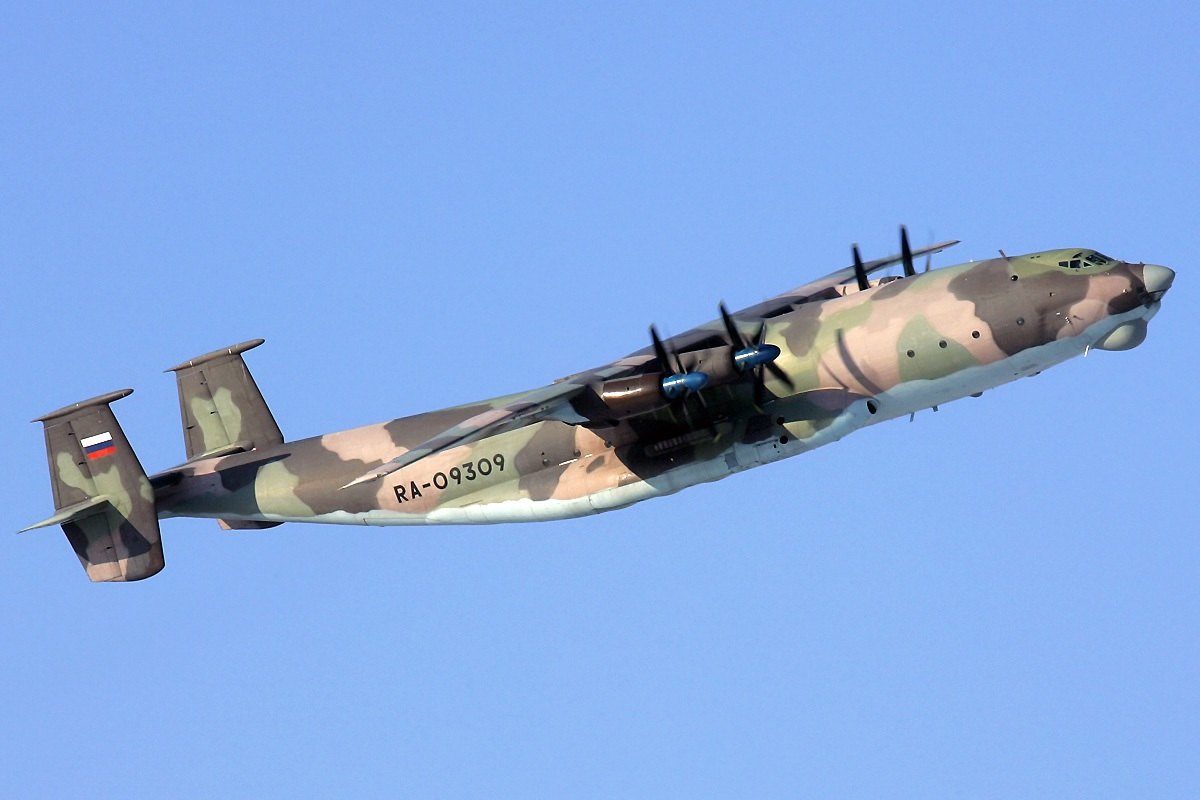
Maskovaný Antonov An-22

Sedm sériových "Antějů" bylo mezi lety 1970–1994 zničeno při šesti katastrofách a jedné havárii během nichž zahynulo více než 75 členů posádky a pasažérů. Dvě poslední katastrofy se udály během vzletu z letiště "Migalovo". Dne 11. listopadu 1992 během vzletu do Jerevanu byl v důsledku přetížení (o více než 20 tun) zničen An-22A sériového čísla № 09303, přičemž zahynulo 33 lidí. Druhá nehoda na tomto letišti se odehrála 19. ledna 1994, přičemž byl zničen An-22A sériového čísla № 09331. Zahynulo v něm 7 lidí a za příčinu havárie byla určena námraza na křídle.
Dne 28. prosince 2010 se v Tulské oblasti během návratu z Voroněže na domácí základnu Migalovo zřítil stroj An-22A s registračním číslem RA-09343. Letadlo bylo na zpáteční cestě z letiště Baltimore, kam přivezlo MiG-31. Na palubě An-22 se nacházelo 12 lidí. Nehoda se udála asi půl hodiny po vzletu, kdy se An-22 nacházel ve výšce 7 000 m. V důsledku pádu zahynulo všech 12 lidí na palubě. Havarovaný stroj byl vyroben v roce 1974 a po dlouhém uskladnění byl přeletěn na generální opravu do Ivanova, přičemž začátkem roku 2010 byl zařazen do služby. Po katastrofě byly všechny An-22 ve službě uzemněny spolu s letadly Tu-95MS, která mají podobnou pohonnou jednotku. Zanedlouho však byly lety Tu-95MS obnoveny. Vyšetřování nehody byla ukončeno v dubnu, kdy se objevila informace, že příčinou katastrofy bylo selhání systému řízení. Posádka se snažila zvládnout vzniklý pád do vývrtky, avšak nepodařilo se jí stroj vyrovnat a v poloze dole hlavou stroj narazil do země. Podle expertizy však neměli šanci, protože vše se odehrálo během několika sekund.

## Specifikace

### Technické údaje
- Posádka: 5–6
- Kapacita: 290 cestujících / 80 000 kg (maximální hmotnost nákladu)
- Rozpětí: 64,4 m
- Délka: 57,9 m
- Výška: 12,53 m
- Nosná plocha: 345 m²
- Plošné zatížení: 724,6 kg/m²
- Hmotnost prázdného letadla: 114 000 kg
- Max. vzletová hmotnost: 250 000 kg
- Max. užit. zatížení: 136 000 kg
- Kapacita paliva: 43 000 kg
- Pohonná jednotka: 4 × turbovrtulový motor Kuzněcov NK-12MA
- Výkon pohonné jednotky: 4 × 11 186 kW (15 000 shp)

### Výkony
- Maximální rychlost: 740 km/h (399 uzlů, 460 mph)
- Dolet: 5 000 km (2 700 nmi, 3 100 mi) s max. užitečným zatížením, 10 950 km (5 905 nmi, 6 800 mi) s max. paliva a 45 000 kg nákladu
- Délka vzletu: 1 300 m
- Délka přistání: 800 m